# Фуррер, Мюриэль
Мюриэль Фуррер (нем. Muriel Furrer; 1 июля 2006 — 27 сентября 2024[…], Университетская больница Цюриха) — швейцарская велогонщица. Выступала в маунтинбайке, велокроссе и шоссейном велоспорте. Завоевала бронзовую медаль в смешанной эстафете на чемпионате Европы по маунтинбайку 2024 года. В шоссейном велоспорте Фуррер заняла второе место на чемпионате Швейцарии в групповой и индивидуальной гонке среди юниорок. Дважды стала второй на чемпионате Швейцарии среди юниорок по велокроссу.
26 сентября 2024 года во время юниорских соревнований на чемпионате мира по шоссейному велоспорту упала на участке трассы между Цумиконом и Кюснахтом. Травмированная спортсменка некоторое время лежала незамеченной в лесу, через который проходила трасса, прежде чем её доставили на вертолёте в больницу. На следующий день, 27 сентября, скончалась в больнице от полученных травм.